# Canon EOS M10
Canon EOS M10 é uma câmera de lente intercambiável mirrorless anunciado pelo Canon Inc. em 13 de outubro de 2015.

## Design
A EOS M10 é uma câmera com lente intercambiável que usa a objetivas Canon EF-M. A EOS M10 é um modelo de nível de entrada que carece de um melhor sistema de aperto para manuseio, maior opções de botões para seleção e um adaptador de flash como a M3. Assim como a Canon USA, a EOS M10 usa o mesmo sensor de 18MP, APS-C; assim como a Canon EOS M2, último modelo que não foi vendida nos Estados Unidos. A EOS M10 também usa o sistema hybrid CMOS AF II autofocus, em vez do sistema mais rápido da EOS M3 o hybrid CMOS AF III do sistema. No entanto, ao contrário da EOS M2, a EOS M10 possui o mesmo DIGIC 6.
A EOS M10 também inclui um LCD que pode girar 180º, flash incorporado,  Wi-Fi e NFC , permitindo controlar a câmara através de um aplicativo de smartphone.

## Vendas
Em seu comunicado à imprensa anunciando a câmera, a Canon revelou que a câmera seria vendido em um kit, incluindo a EOS M10 e uma EF-M 15-45mm f/3.5-6.3 É STM lente de zoom a um preço de varejo de  US$599.99..